# نادي كانتابريا لكرة السلة
نادي كانتابريا لكرة السلة (بالإسبانية: Cantabria Lobos)‏ هو فريق كرة سلة إسباني تأسس في سنة 1975 يقع في منطقة كانتابريا، توريلافيجا. لعب في الدوري الإسباني لكرة السلة.

## أبرز اللاعبين
- خواكين رويز لورينتي
- ماريو بوني
- مايك إيوزولينو

## وصلات خارجية
- الموقع الرسمي